# Średni punkt trafienia

Określanie średniego punktu trafienia przy rozrzucie niewielkiej liczby przestrzelin

Średni punkt trafienia – środek pola rozrzutu pocisków określony na podstawie przestrzelin pocisków, które zostały wystrzelone z jednego egzemplarza broni w jednakowych warunkach, przy takich samych nastawach celownika i z tego samego stanowiska ogniowego.
Sposób jego wyznaczania zależy od liczby przestrzelin. Wyznaczenie średniego punktu trafienia z trzech przestrzelin polega na łączeniu linią prostą dwóch najbliższych przestrzelin, a odległość między nimi dzieli się na połowę. Następnie otrzymany punkt łączy się z trzecią przestrzeliną, a odległość między nimi dzieli się na trzy części. Średnim punktem trafienia jest punkt podziału bliższy dwóm przestrzelinom.
Przy czterech przestrzelinach wykonuje się takie same czynności jak przy trzech przestrzelinach, a następnie średni punkt trafienia łączy się z czwartą przestrzeliną i dzieli na cztery części. Średnim punktem jest punkt podziału, który jest najbliższy trzem pierwszym przestrzelinom.
Jeżeli chcemy wyznaczyć średni punkt trafienia z większej liczby przestrzelin, to pole rozrzutu dzieli się dwiema liniami prostopadłymi (pozioma i pionowa) w taki sposób, aby po obydwu stronach linii znajdowała się jednakowa liczba przestrzelin. Średnim punktem jest punkt przecięcia się tych linii.